# Велев, Стефан
Стефан Димитров Велев (болг. Стефан Димитров Велев; 2 мая 1989, София, Болгария) — болгарский футболист, полузащитник клуба «Черно море». Выступал в сборной Болгарии.

## Карьера

### Клубная
Велев начинал заниматься футболом в родном городе, где тренировался вместе с командой «Септември (София)». Позднее он был в «Славии», однако первый профессиональный контракт подписал с «Локомотивом» из города Стара-Загора. В 2009 году болгарин перешёл в клуб «Любимец 2007», выступавший в Профессиональной футбольной группе «Б» — втором по значимости дивизионе страны. Велев провёл здесь сезон 2009/10: отыграл 19 матчей и забил 1 гол. Летом 2010 года полузащитник в статусе свободного агента ушёл в «Берое». Игрок дебютировал в клубе 29 июля в игре с венским «Рапидом» (1:1), которая проводилась в рамках третьего квалификационного раунда Лига Европы 2010/11. По сумме двух встреч австрийцы победили 4:1 и поэтому прошли в групповой этап.
8 августа 2010 года Велев провёл свой первый матч в высшем дивизионе Болгарии, выйдя на поле против «Литекса». 30 октября он забил за команду гол в игре с ЦСКА из Софии, однако в итоге «Берое» проиграл со счётом 2:3. В том сезоне болгарский футболист сыграл 28 матчей в чемпионате и забил 1 гол. Его клуб занял 7 место в таблице чемпионата страны в сезоне 2010/11. В следующем сезоне полузащитник продолжал оставаться игроком основного состава. 22 апреля 2012 года Велев принял участие в игре первенства Болгарии против команды «Светкавица». На 36-й минуте он ассистировал Давиду Каяде, а во втором тайме отметился забитым голом и сам. В итоге футболисты «Берое» праздновали победу со счётом 2:0.

### В сборной
29 мая 2012 года состоялся дебют Стефана Велева в сборной Болгарии: он вышел на замену в товарищеском матче с Турцией. В итоге ту встречу турки выиграли со счётом 2:0.